# Trdelník

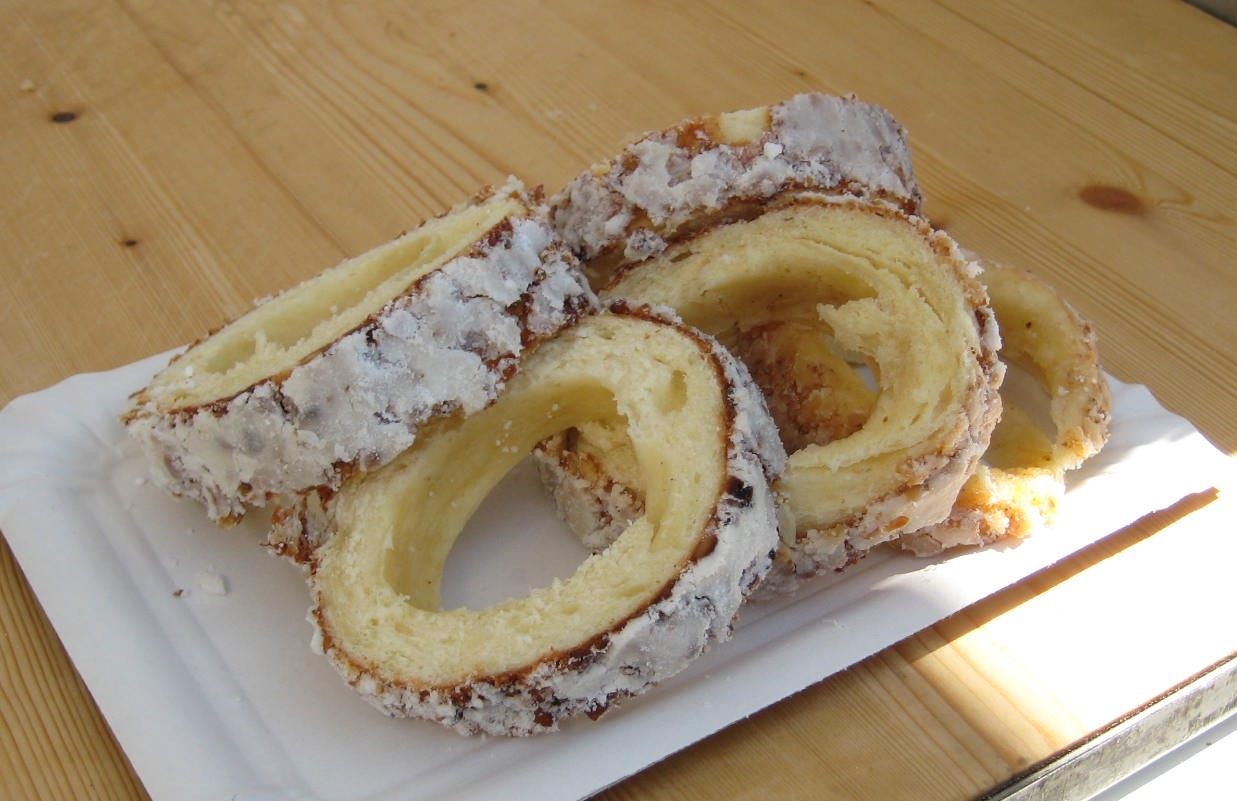
Aufgeschnittener Trdelník

Ein Trdelník ist ein traditionelles Gebäck, das aus Skalica in der Slowakei stammt. Der Germteig hat die Form einer Rolle, da er auf Stöcken gebacken wird, mit einem Innendurchmesser von 3–5 cm und einen Außendurchmesser von 6–10 cm. Der Trdelník wird mit geschlagenem Eiweiß bestrichen und mit gehackten Walnüssen, Mandeln oder Aprikosenkernen bestreut.

## Geschichte

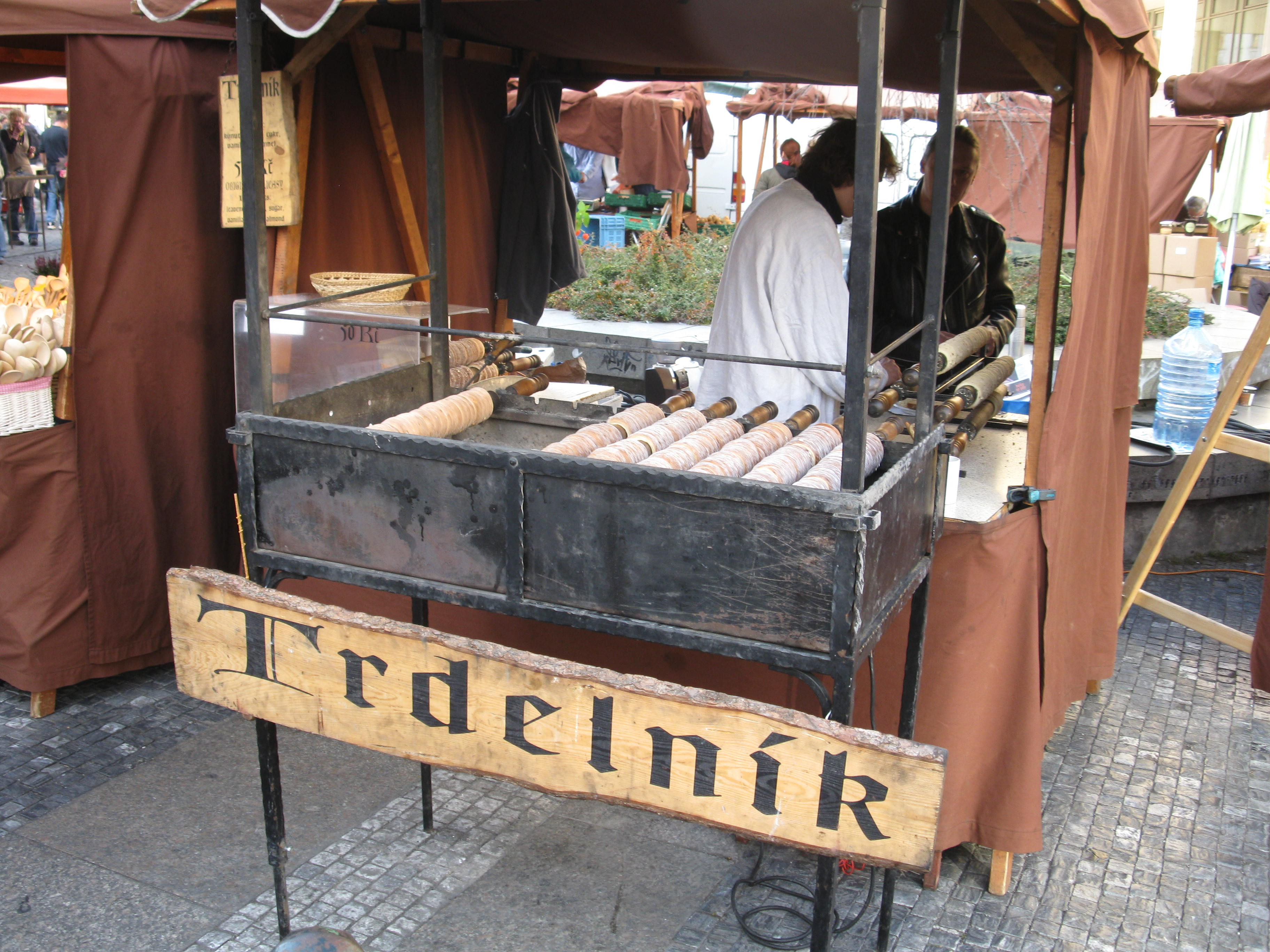
Trdelník-Stand auf dem Prager Náměstí Republiky

Im 18. Jahrhundert stellte der in Ruhestand getretene Graf József Gvadányi einen Koch aus Siebenbürgen ein. Dieser brachte das Rezept, welches dem ungarischen Kürtőskalács (Baumstriezel) ähnelt und eine Art des Baumkuchens darstellt, nach Skalica mit.
Ende 2004 wurde der Verein Skalický trdelník gegründet, dieser setzt sich für die richtige Herstellung des Gebäcks ein.
Der Trdelník war 2007 einer der ersten slowakischen Kuchen, der als Herkunftsbezeichnung innerhalb der Europäischen Union unter Schutz gestellt wurde.
In den 2010er Jahren nahm die Popularität von trdelníky in Tschechien stark zu, wobei diese primär in Prag an Touristen als tschechische oder alt-böhmische Spezialität verkauft wird, was aber vielfach in Tschechien als Marketingbetrug bezeichnet wird.

## Etymologie
Der Name leitet sich von trdlo „Holzpflock“ her.

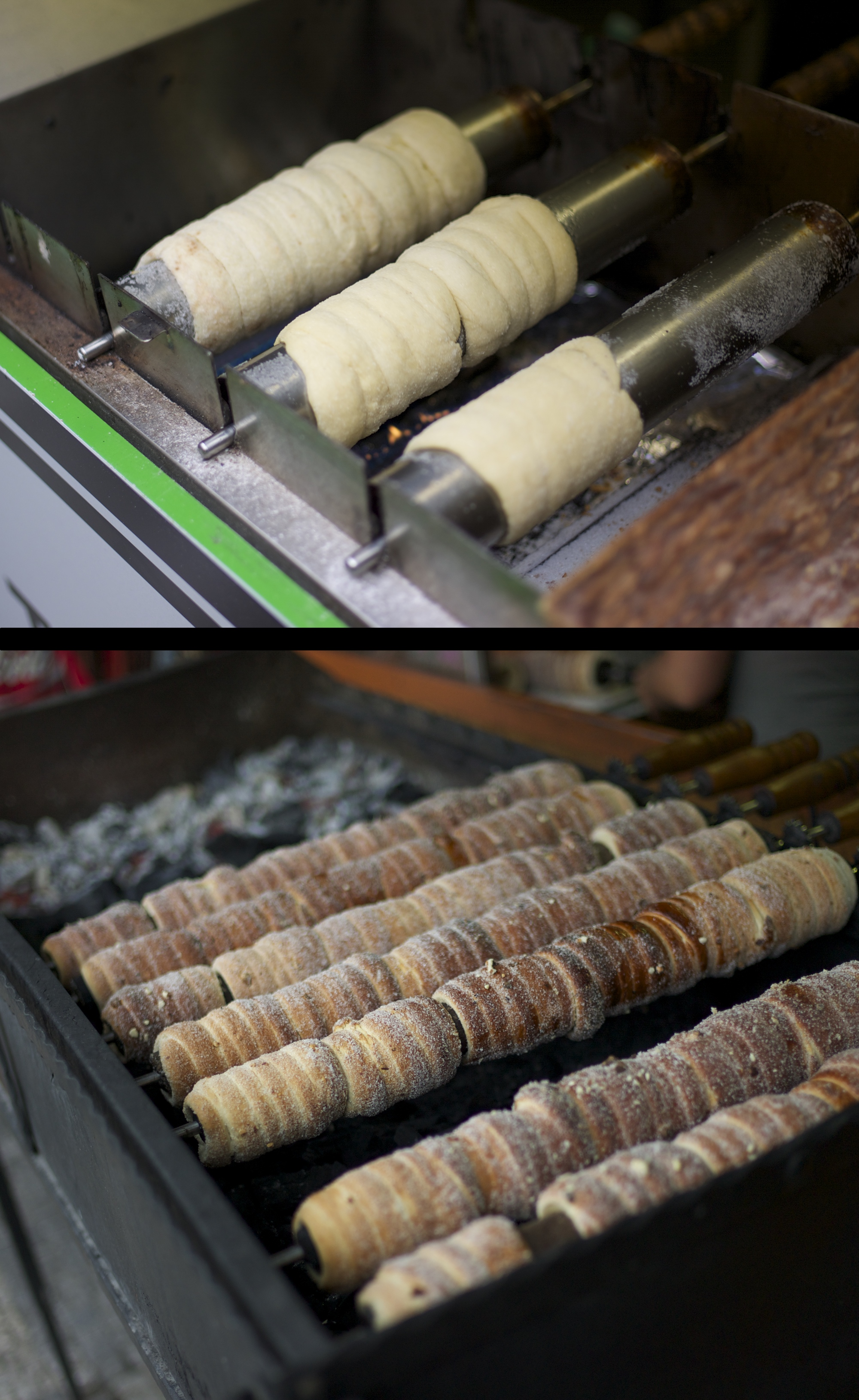
Herstellung von Trdelníks über offenem Feuer

## Herstellung
Der Teig wird auf die Stangen aufgerollt. Danach wird er auf eine offene Feuerstelle gelegt und nachfolgend mit Zucker und Nussraspeln umhüllt, und nach dem Backvorgang mit einer Mischung aus Puder- und Vanillezucker bestreut. Nachdem das Gebäck abgekühlt ist, wird es in Scheiben aufgeschnitten.